# Macellum de Pompeya
El macellum de Pompeya era un edificio público de época romana destinado a mercado de abastecimiento de la ciudad de Pompeya, especializado en la venta de carne y pescado. Estaba situado en el foro, en su esquina noreste, y era un punto de conexión con la ciudad antigua y el viario circundante.
El macellum se articulaba en torno a un patio central descubierto, donde se encontraron los restos de una estructura circular. Estaba rodeado por una columnata perimetral interior de gran profundidad. A lo largo de las fachadas norte y sur se disponían una serie de tabernae o comercios de alimentación. El acceso a los primeros, doce en total, se producía a través de la calle, mientras que las once tiendas situadas al sur tenían un acceso directo desde el patio del macellum. En la cara oeste se abrían hacia el pórtico del foro seis estancias destinadas al intercambio de divisas.
Una zona de especial interés para los investigadores es la que está situada en el lado este, formada por tres estancias. Se piensa que la del centro podría haberse dedicado al culto imperial, lo cual constataría el papel central que tenían los emperadores en la vida de los romanos ya en el siglo I. Las otras dos salas de los lados estarían destinadas a la celebración de rituales religiosos y a la venta de carne.
El edificio se construyó en varias fases. Durante el terremoto de Pompeya de 62, que destruyó numerosas partes de la ciudad, sufrió daños considerables. Las excavaciones arqueológicas realizadas en época reciente han revelado que el macellum no había sido reparado por completo cuando ocurrió la erupción del Vesubio del año 79.
El mercado es interesante como ejemplo de la relación entre la vida económica y pública. Asimismo, atestigua de forma significativa la vida cotidiana en la Antigua Roma, mostrada a través de hallazgos arqueológicos tales como restos de comida, artículos de uso diario o las pinturas de los muros.

## Historia

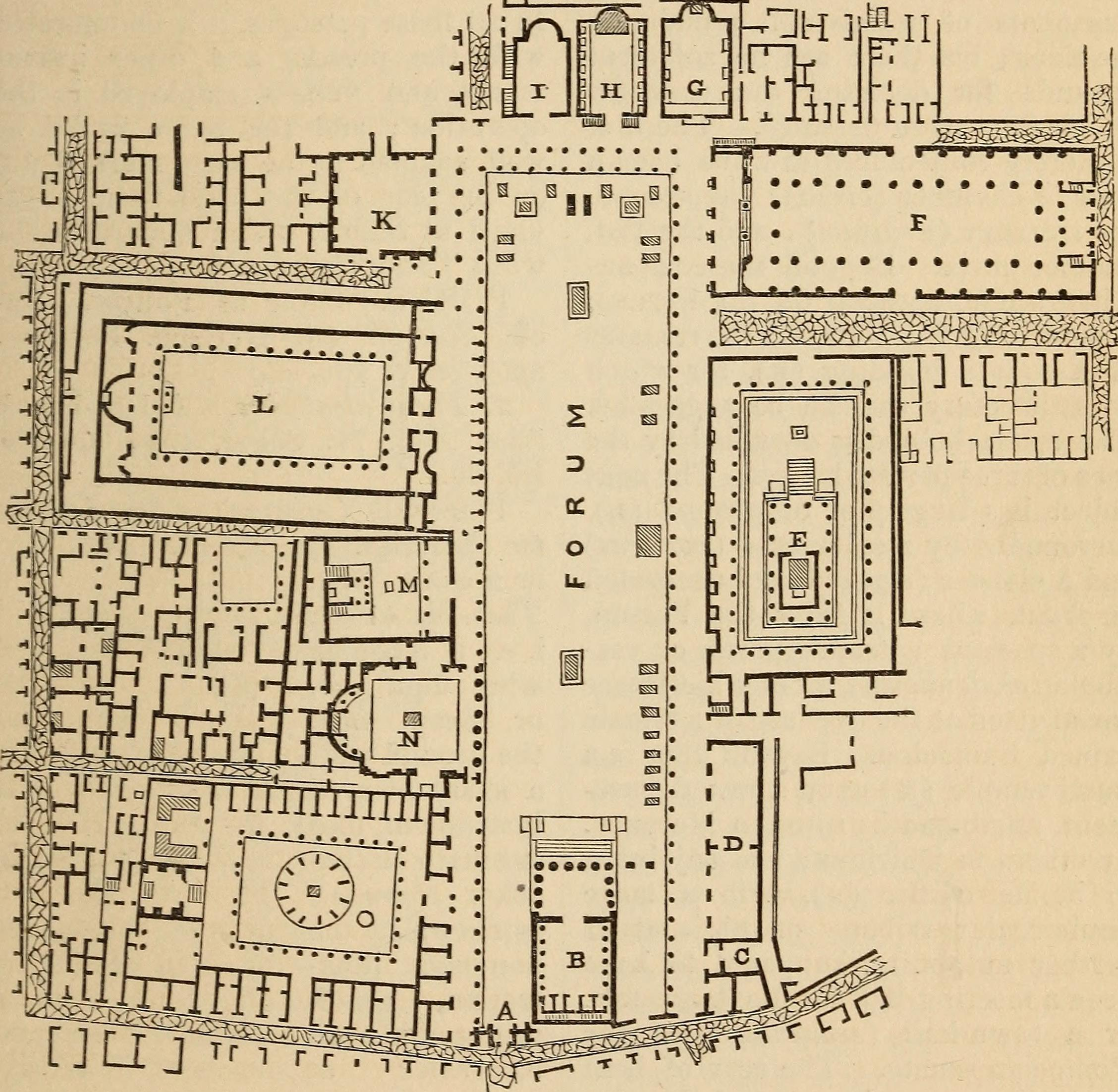
Plano del foro de 1849 con el macellum indicado con la letra F. The illustrated companion to the Latin dictionary, and Greek lexicon, Rich, Anthony, 1803 o 1804-1891

La investigación de la historia de la construcción del macellum se remonta a los trabajos de Amedeo Maiuri. El edificio que podemos apreciar actualmente data de 130-120 a. C., aunque le precedió uno anterior de dimensiones similares y ubicado en el mismo lugar, aunque sin la rotonda central. Este primer macellum fue edificado en torno a finales del siglo III a. C., en época tardo-samnita. En los lados norte y sur, la disposición del pórtico original se correspondía con la del edificio que se construiría posteriormente. Por el contrario, los lados este y oeste eran más anchos. En el lado sur había una hilera de tabernae que tenían menor profundidad y estaban divididas de forma distinta. En el lado este había algunas estancias con decoraciones en el primer estilo y una segunda columnata en el frente.
La fachada difería de la del edificio definitivo, puesto que estaba situada más hacia delante y próxima al foro. El mercado al aire libre estaba pavimentado con baldosas de piedra pulida y compactada. El suelo de las tabernae estaba formado por lajas de piedra con una capa de mortero. En las habitaciones del lado este, el mortero estaba mezclado con trozos de ladrillo, llamado opus signinum. En la zona del mercado descubierto el empedrado permaneció en uso hasta el 62, mientras que en los espacios interiores fue gradualmente sustituido por opus signinum.
Entre el 130 y el 120 a. C., el mercado se reconstruyó completamente tras la reordenación de la zona del foro. La nueva estructura no difería sustancialmente de la anterior, excepto por la construcción de un monóptero central, el retroceso de la fachada principal y una ligera disminución en su superficie. Durante la época Julio-Claudia experimentó trabajos de reacondicionamiento y el conjunto adquirió su aspecto final. Se demolió del lado este de la columnata interior y se renovó el pavimento. Las columnas de toba volcánica originales se conservaron inicialmente, pero en el lado oeste se retiraron para erigir un edículo de opus incertum, que rápidamente fue desestimado. Las tabernae actuales de las fachadas oeste y norte pertenecen también a esta fase constructiva. 

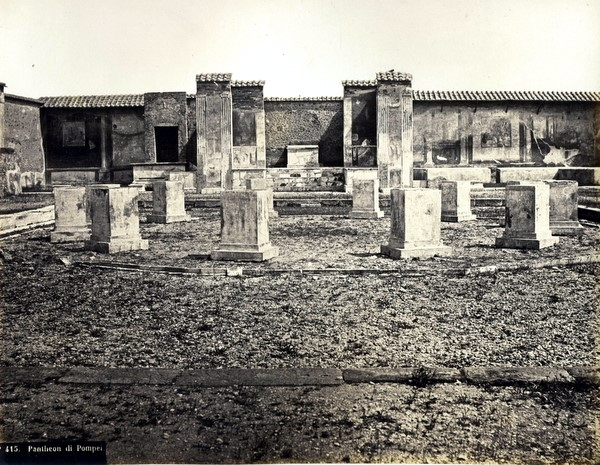
Antigua vista del macellum anterior a 1889, fotografiado por Roberto Rive.

El terremoto del 62 produjo importantes daños al macellum, que tuvo por tanto que ser restaurado. La columnata de toba volcánica se eliminó completamente, quizás para ser reconstruida, aunque se abandonó definitivamente. Se reedificaron algunas tabernae, se rehízo la decoración pictórica y se construyó un nuevo muro perimetral en el lado sur, necesario tras la edificación del templo de los Lares Públicos.
El edificio quedó sepultado bajo una capa de lapilli y cenizas a causa de la erupción volcánica del Vesubio en el año 79. En el momento del suceso las labores de restauración probablemente no habían finalizado aún. Las excavaciones arqueológicas entre 1818 y 1821 a cargo de la Casa de Borbón-Dos Sicilias redescubrieron el edificio. Inicialmente, el hallazgo de lajas de mármol y de doce basas de columnas en el centro hizo pensar a los expertos que la construcción fuese un panteón, es decir, un templo dedicado a todos los dioses. El descubrimiento en excavaciones sucesivas de restos de cereales y frutas en el lado norte del edificio, y escamas y espinas de pescado en el patio central, determinó que se trataba de un mercado.
Únicamente se conserva la planta inferior del edificio actual, aunque existió también una superior, donde se supone que se ubicaban los áticos para los trabajadores del macellum. El acceso se realizaba a través de una escalera de madera, que conducía a un corredor también de madera desde el cual se llegaba a las habitaciones.

## Ubicación

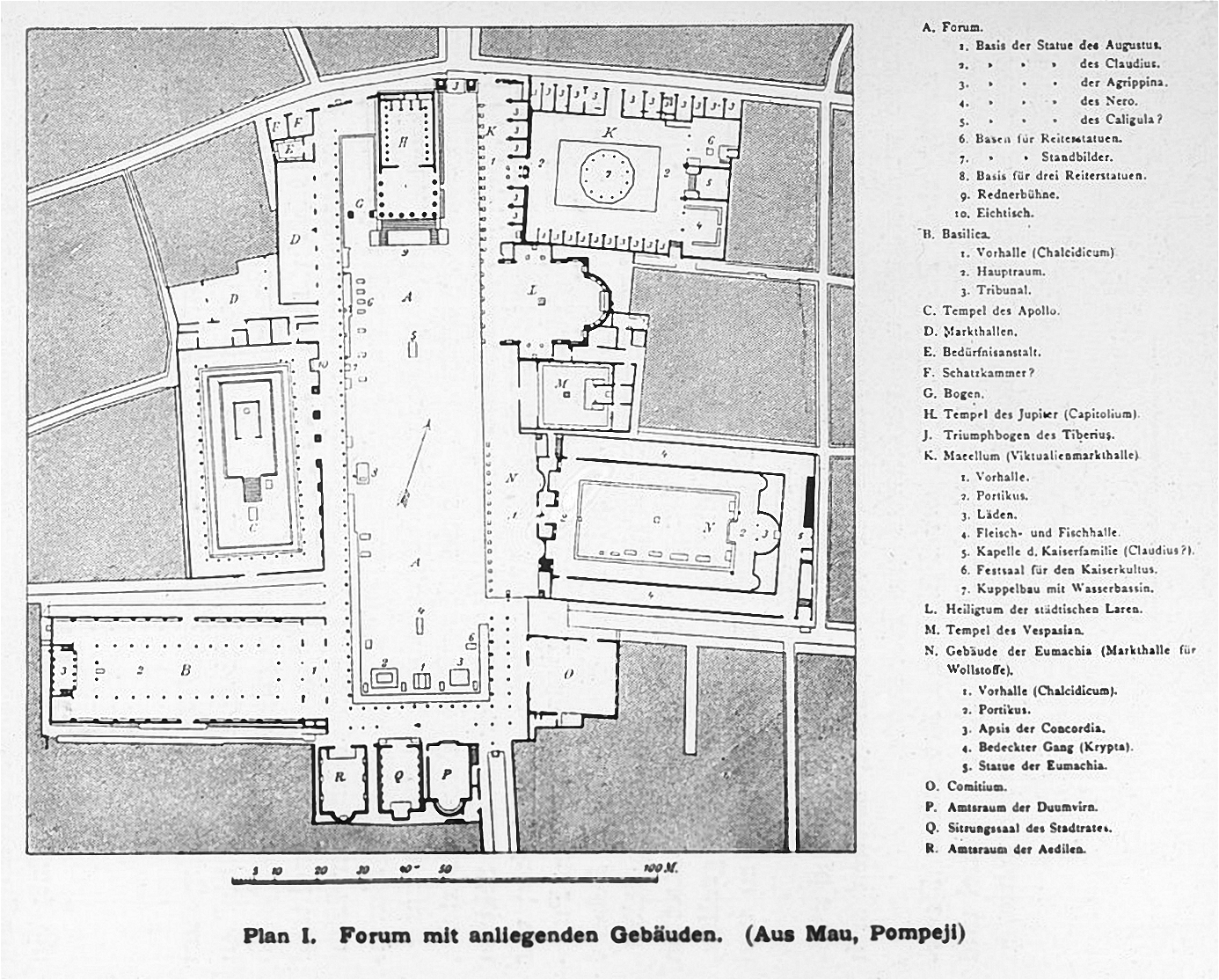
Plano antiguo del foro realizado por August Mau. El macellum es el edificio en la esquina superior derecha.

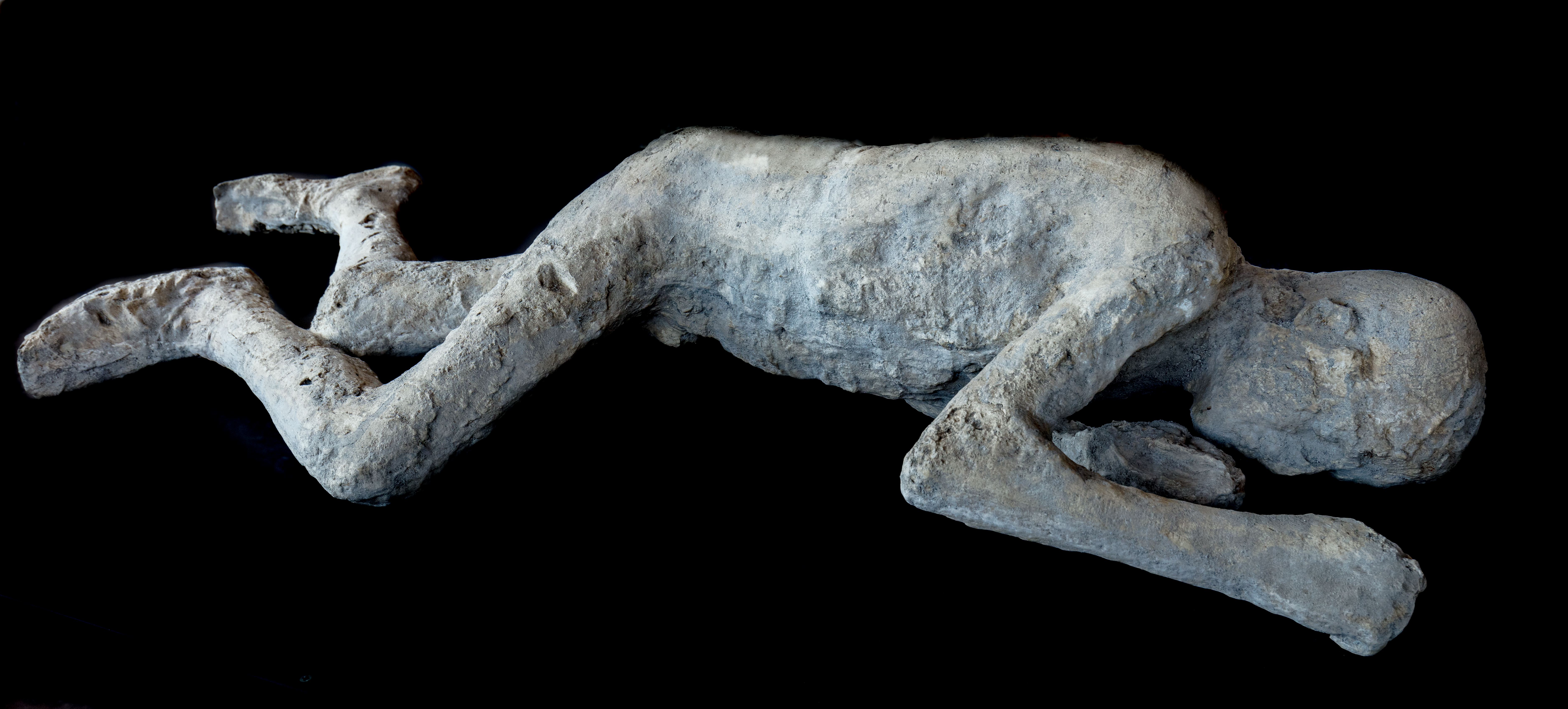
Molde de un cadáver fosilizado que se expone en el macellum.

El macellum de Pompeya está situado en la parte exterior de la esquina noreste del foro, entre la vía de los Augustales y el Santuario de los Lares Públicos. Limita al norte con la vía de los Augustales, al sur con el vicolo del Balcone Pensile y el Santuario de los Lares Públicos, al este con el vicolo di Eumachia y al oeste con la esquina nororiental del foro. La elección de este lugar, central pero al mismo tiempo escondido, se tomó para evitar que fuese un obstáculo para las actividades de la plaza. El edificio es de planta rectangular y su acceso se producía por tres entradas distintas: las dos principales estaban emplazadas una en el centro del lado oeste, mirando hacia el foro, y otra en la cara norte, hacia la vía de los Augustales. El tercer acceso de servicio era lateral, estaba situado al sudeste y solo podía alcanzarse utilizando una escalera pequeña.
Los muros perimetrales, parcialmente reconstruidos tras el terremoto del año 62, se ejecutaron con opus reticulatum enmarcados por pilastras de ladrillos realizados con toba volcánica. Los expertos destacan el muro de la fachada sur, el último en ser construido, ya que se considera uno de los mejores ejemplos de opus reticulatum de la ciudad, además de ser uno de los mejor conservados.
La fachada oeste del macellum no discurría paralela al foro, sino que estaba ligeramente desalineada con el límite de la plaza, ya que debía encajarse entre la vía de los Augustales y el vico del Balcone Pensile, las dos calles que lo flanqueaban al norte y al sur respectivamente. Para compensar esta irregularidad, las tiendas recayentes al foro en el lado oeste incrementaron su tamaño gradualmente de sur a norte, para poder alinearse con el perímetro de la plaza.

## Descripción

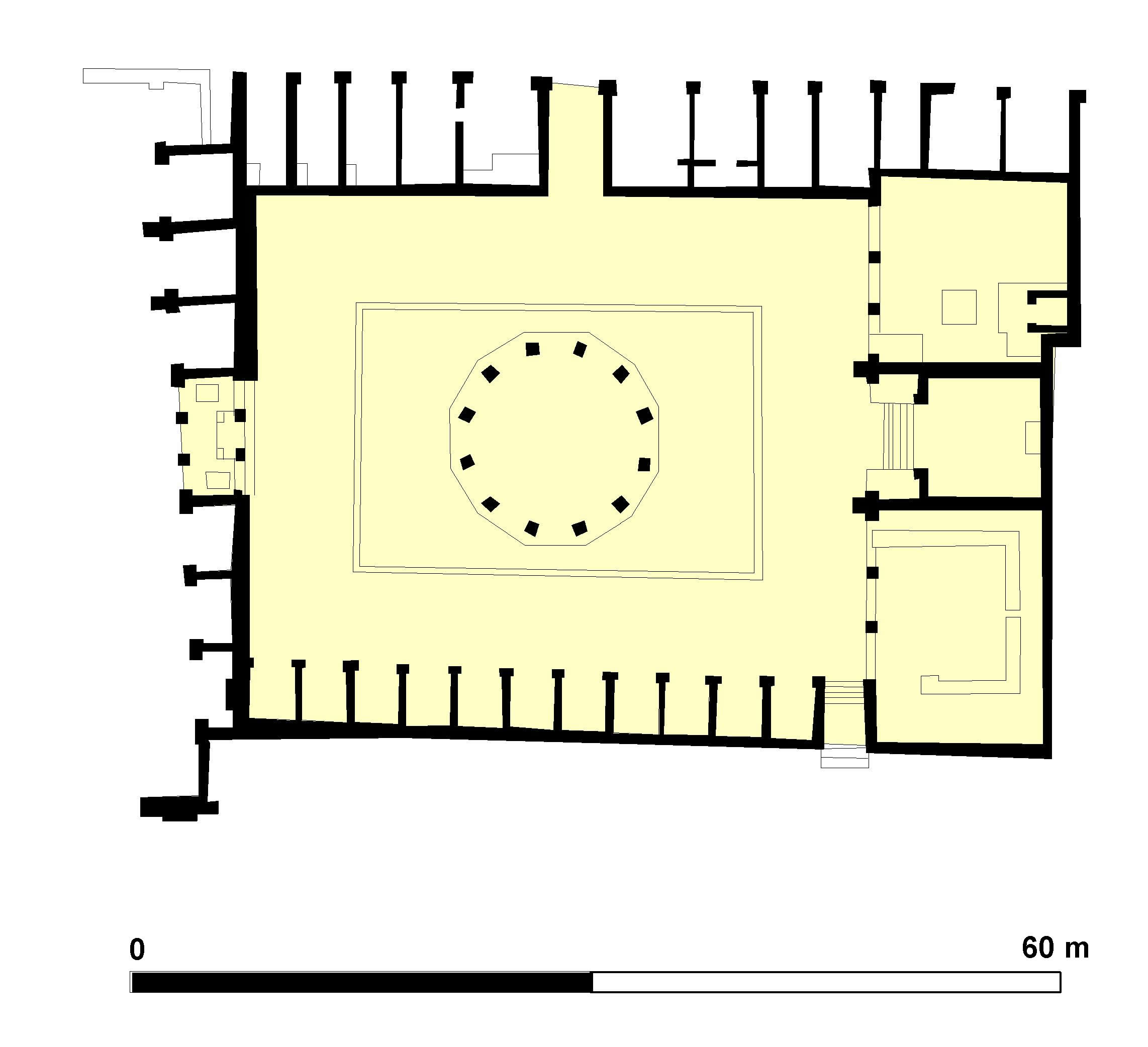
Planta del macellum

### Acceso principal y lado oeste

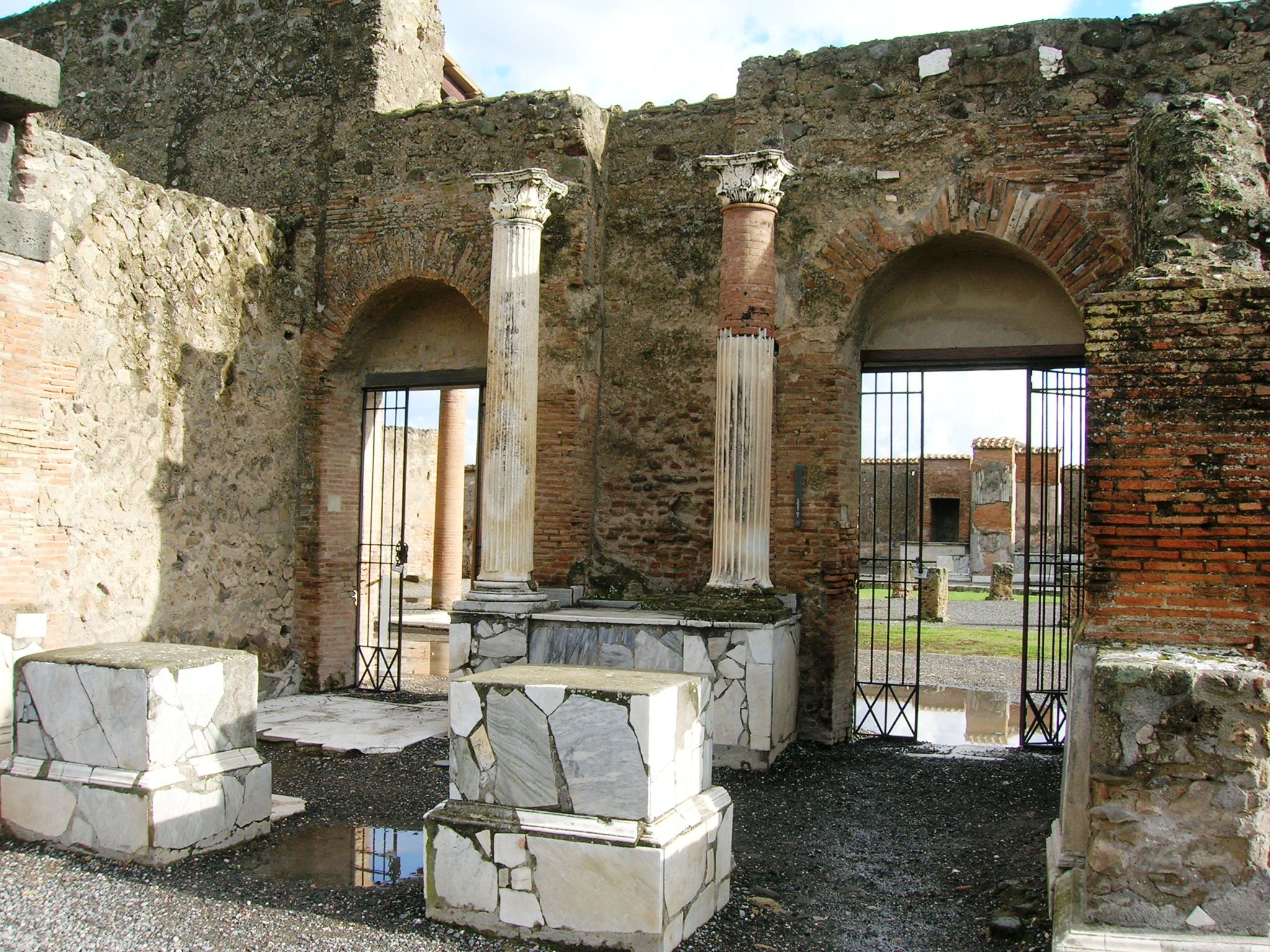
Acceso al macellum y edículo central.

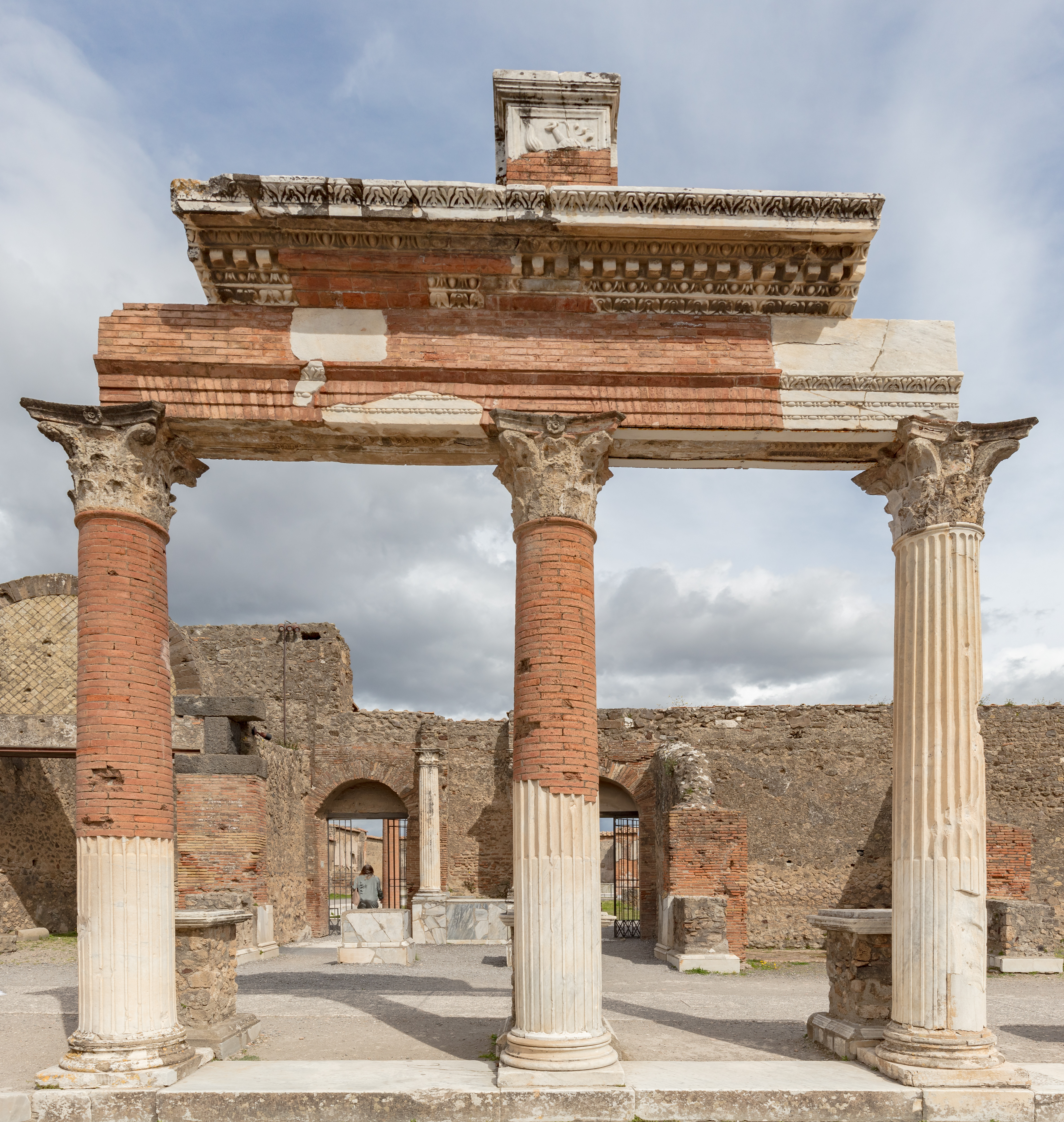
Vista desde el exterior hacia las tabernae del lado oeste.

El acceso monumental al macellum se produce por el lado oeste. En realidad, se trata de dos entradas separadas por un edículo flanqueado por dos columnas corintias. En el frente de fachada destacan tres columnas de mármol del pórtico del foro, muy restauradas y coronadas con capiteles corintios. Dos de ellas tienen el tercio inferior del fuste decorado con acanaladuras, mientras que la parte superior carece de ellas. Una parte del entablamento todavía se conserva sobre los capiteles. El vestíbulo del macellum estaba directamente conectado al pórtico del foro. Dicho pórtico estaba formado por dos niveles de columnas, colocados uno sobre el otro sin una planta intermedia, de forma que semejaban una fachada. También se conservan en su emplazamiento original las basas de las esculturas en honor a los ciudadanos ilustres, que se ubicaban detrás de cada columna, aunque carecen de su revestimiento de mármol inicial. En la parte delantera del edificio se localizaron otros pedestales para las estatuas honoríficas.
El edículo central que divide en dos la fachada carece de estatua en su interior, aunque debía ser la de un emperador, en cuyo caso se supone que el culto imperial comenzaría a la entrada al macellum. Ambas columnas están decoradas con quimeras, que originalmente no formaban parte del edificio sino que pertenecían a una de las tumbas más importantes del lugar: la Tomba delle Ghirlande o tumba de las guirnaldas, situada en la Via dei Sepolchri (vía de los sepulcros), frente a la Puerta de Herculano. Las quimeras no se habrían tallado en Pompeya sino que probablemente se habrían manufacturado en un taller griego. Sin embargo, también es posible que se realizaran en un taller neoático de Nápoles o Puteoli.
A lo largo de la fachada oeste se disponen seis espacios que se abren hacia el foro, situándose tres a cada lado de la entrada principal. Están construidos con opus incertum (mampostería de cascotes) y eran probablemente casas de cambio o lugares de intercambio de divisas. Su profundidad va disminuyendo de norte a sur para que su fachada pudiera adaptarse a la línea de contorno del foro.

#### Decoración pictórica
En el muro oeste del patio interior se conservan una serie de frescos pertenecientes al cuarto estilo pompeyano, que se cree que son de un periodo posterior al terremoto del 62. En el centro de cada imagen se representó una escena mitológica, alrededor de la cual se dispuso un fondo negro con un recercado en rojo. Entre cada panel individual se reprodujeron unas vistas arquitectónicas de edificios en verde y rojo pálido sobre un fondo blanco. Los delicados elementos arquitectónicos hacen que los paneles negros emerjan y dividen el muro en una zona inferior y otra superior.
Una de las escenas de la zona inferior muestra a Penélope reconociendo a Ulises tras su retorno, mientras que en otra aparece Ío vigilada por Argos y en una tercera, Medea planea la muerte de sus hijos. En la parte superior, sobre un fondo azul, se puede apreciar a una joven con útiles para el sacrificio y un sátiro tocando el aulós. También aparecen representaciones de naturalezas muertas con pájaros, aves domésticas, jarras de vino, fruta, flores, cestos y pescados en un estilo naturalista. Otra escena muestra a varios cupidos que coronan a un asno con guirnaldas, mientras que en un segundo plano aparecen unas ruedas de molino. Este fresco probablemente simbolizaba el festival de Vesta, en el cual los asnos eran relevados de su trabajo. 
Estas pinturas, que presentan unos bulliciosos puestos de mercado con su mercancía a la venta, tenían como objetivo persuadir a los clientes para animarles a comprar. Asimismo, han facilitado a los expertos la identificación del edificio como un macellum y han arrojado luz sobre el tipo de alimentos que consumían los habitantes de Pompeya.
En esta esquina noroeste del edificio se exhiben además dos urnas con los moldes en yeso de dos víctimas humanas de la erupción.
|                                                               |
| Vista de la decoración pictórica del muro oeste del macellum. |

|                                          |
| Detalle del fresco de Ulises y Penélope. |

|                                        |
| Detalle del fresco con joven y sátiro. |

|                                                                                     |
| Detalle donde se aprecia la decoración arquitectónica y el cuarto estilo pompeyano. |

### Patio central y lados norte y sur

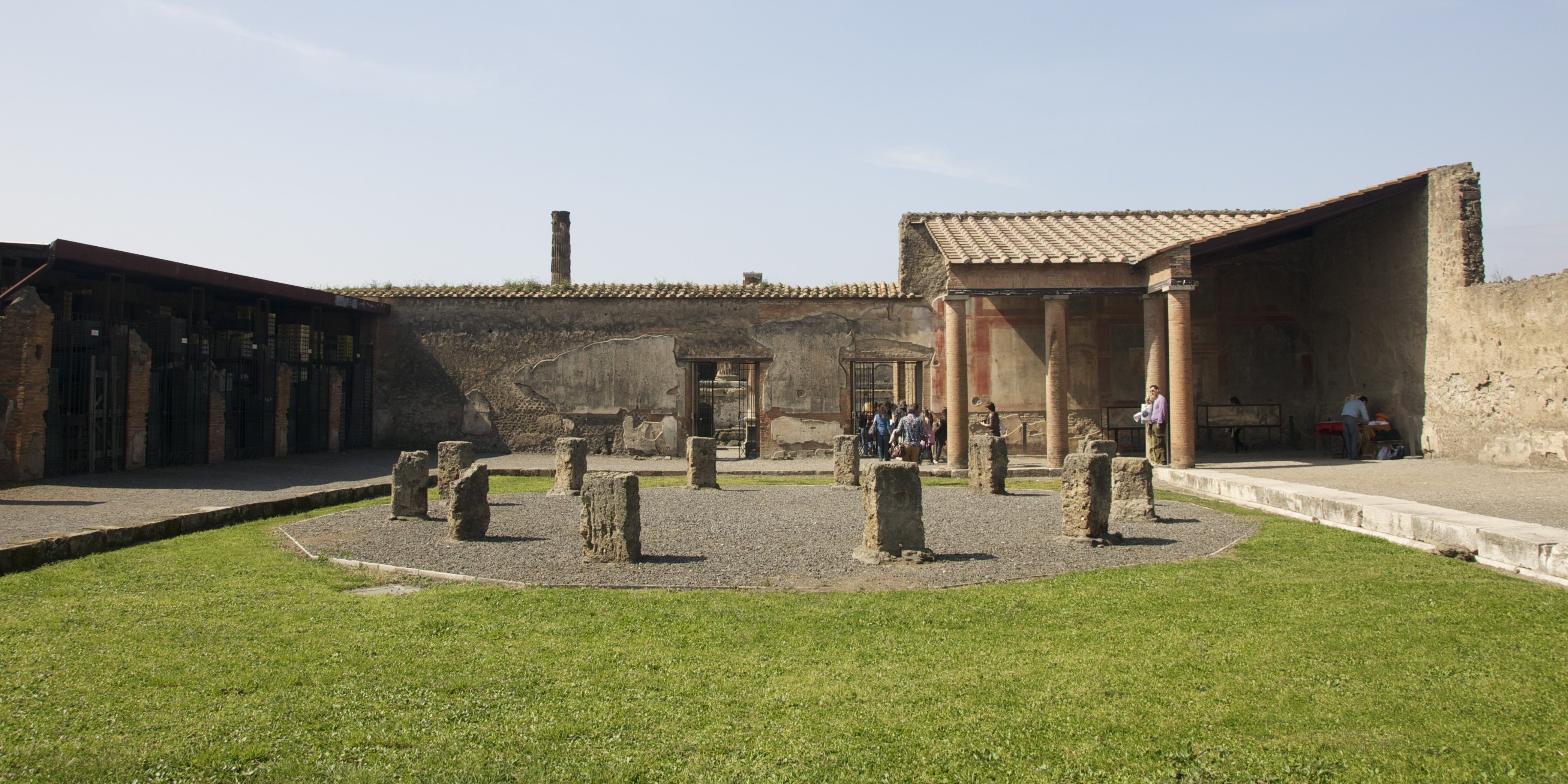
Vista general del patio central con el muro oeste de acceso al fondo.

Desde la entrada se accede a un gran patio central. En el interior del macellum debió existir un segundo pórtico, aunque no se conserva ningún resto, ya que probablemente desapareció en el terremoto del 62 y todavía no se había reparado cuando ocurrió la erupción del Vesubio. Las únicas huellas reconocibles que quedan son una zanja de agua y las marcas del lugar donde se levantaban las columnas. Las excavaciones han sacado a la luz el estilóbato de travertino para la columnata del lado norte y para otra pequeña porción en el lado oeste. Se cree que probablemente las columnas del pórtico todavía no se habían levantado. Esta no es la única prueba de su reedificación, ya que los muros del recinto interior y los espacios del sur y del este, realizados en opus incertum, también datan de la reparación posterior al año 62. Únicamente las columnas de la esquina fueron reconstruidas en ladrillo y pequeños prismas de toba volcánica de opus listatum, es decir, una mampostería que alternaba ladrillos con pequeños sillares de piedra.

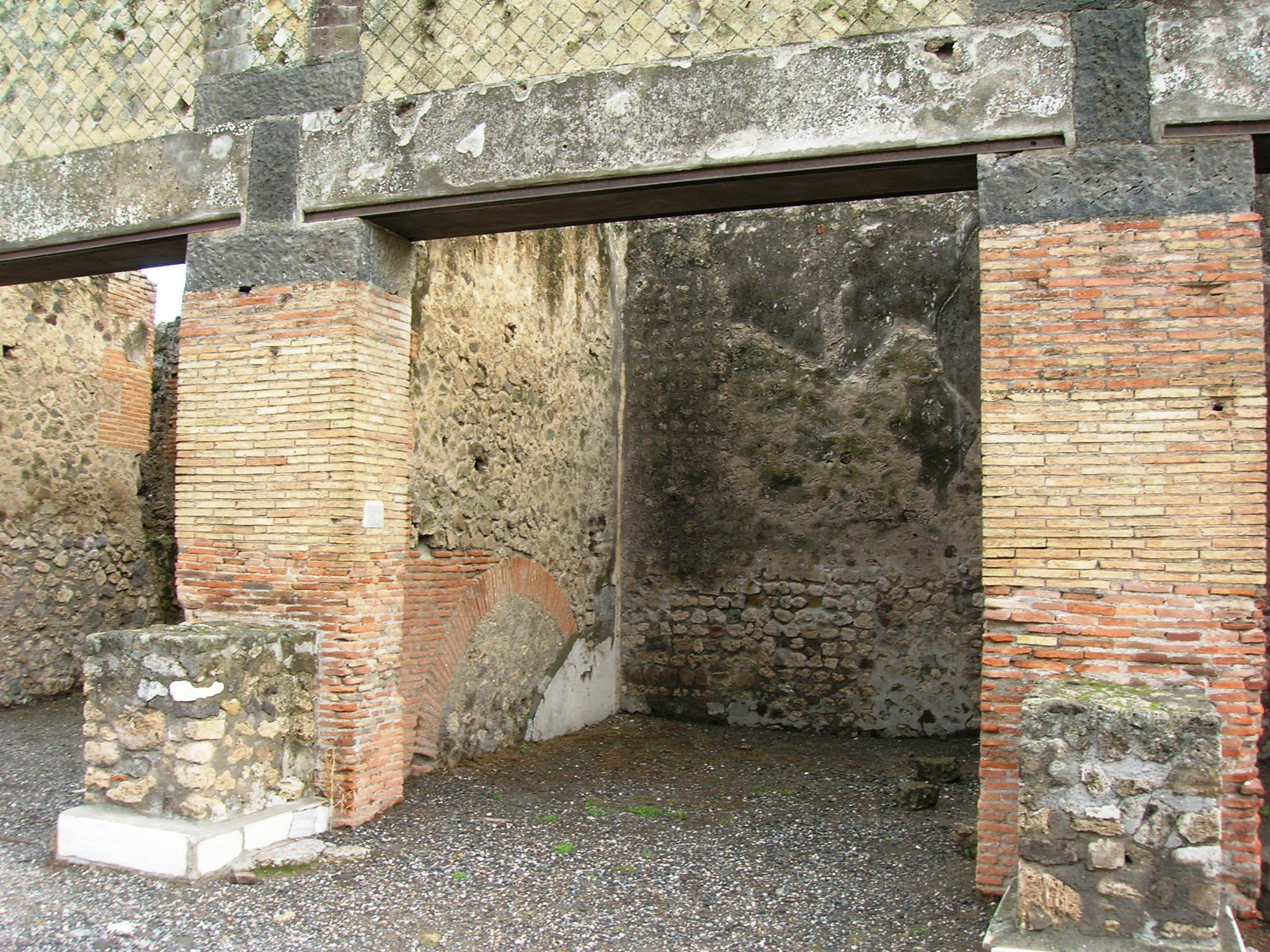
Detalle de la tienda exterior al macellum número VII.9.10

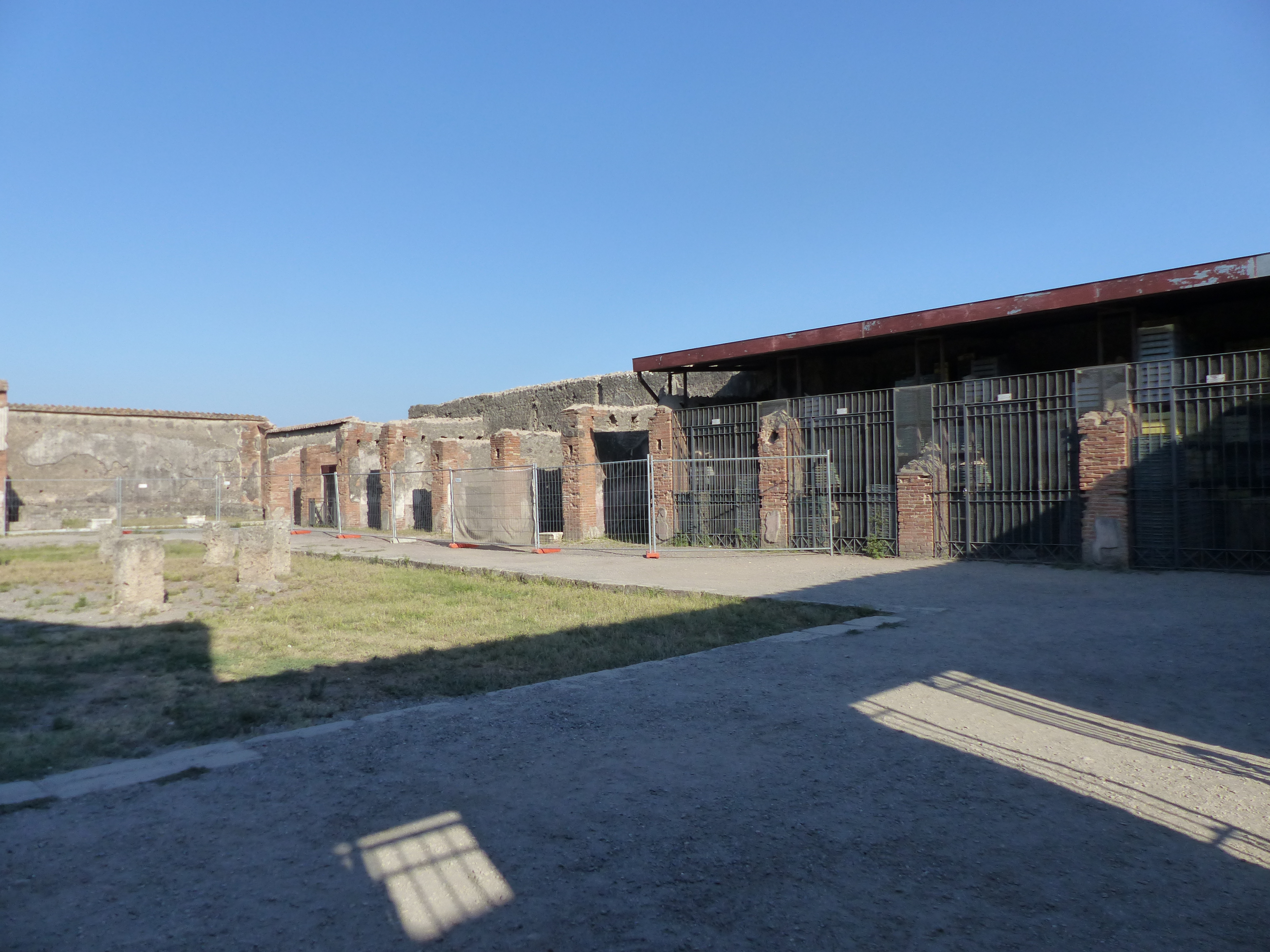
Vista de los puestos de venta de alimentos situados en el lado sur.

En la fachada sur se localiza la tercera entrada al macellum, adyacente a la zona de carne y pescado de la Via del Balcone Pensile. Esta vía se convirtió en un callejón sin salida tras la construcción del lararium. El muro izquierdo del acceso alberga un pequeño nicho bajo el cual apareció una pintura que representaba a dos serpientes. Este altar estaba dedicado probablemente al Genius Macelli, la divinidad que presidía el edificio.
A la altura del Santuario de los Lares Públicos (unos 13 metros de distancia), el muro exterior se construyó con opus reticulatum, es decir, con mampostería de piedras rectangulares dispuestas en forma de damero o red. La superficie está formada por hileras de toba volcánica multicolor limitadas por pilastras de ladrillo. Esta decoración en color hizo innecesario el estucado posterior del muro. Según algunos arqueólogos, este paramento constituye uno de los mejores ejemplos de un muro de la última fase constructiva en Pompeya, que descansa sobre una mampostería de opus incertum, perteneciente a una etapa constructiva anterior.

#### Comercios de alimentación
Al exterior del muro norte y en la cara interior del muro sur se disponen unos pequeños habitáculos en hilera, construidos con opus incertum hasta una altura de 1.35 metros, y con caliza y toba volcánica por encima de esa altura. El pavimento está formado por fragmentos de teja troceados, travertino y mármol, recubiertos con mortero. 
Los establecimientos recayentes hacia la vía de los Augustales eran doce tabernae o tiendas de venta de productos de alimentación. Se construyeron con orientación hacia el norte para protegerse del sol y beneficiarse de un clima más fresco, y no tenían conexión directa con el interior del macellum. En estos comercios se vendían alimentos o estaban ocupados por el gremio de perfumería, como atestigua una inscripción electoral de un candidato que formaba parte de los unguentarii. Se han encontrado además algunas ánforas, alimentos como castañas, higos, legumbres, pan, pasteles, uva y otras frutas en frascos, conservados todos en el Museo Arqueológico Nacional de Nápoles.
En el lado sur del macellum también se ubica una serie de once tiendas en fila, a las cuales se accedía desde el interior del edificio. Son todas aproximadamente similares en tamaño y construcción, y estaban destinadas a la venta de comestibles, posiblemente carne y pescado. Actualmente estos habitáculos se emplean como almacén de diversos esqueletos pertenecientes a la Edad del Bronce y otros hallazgos.
El macellum tenía probablemente una planta superior de madera, con desvanes donde vivían los ayudantes de los carniceros y otros empleados. Frente a estos áticos discurría una galería de madera, cuyo acceso se realizaría a través del exterior del macellum por medio de una escalera también de madera. Todo el piso superior se habría destruido como consecuencia de la erupción volcánica.

### Estructura central circular

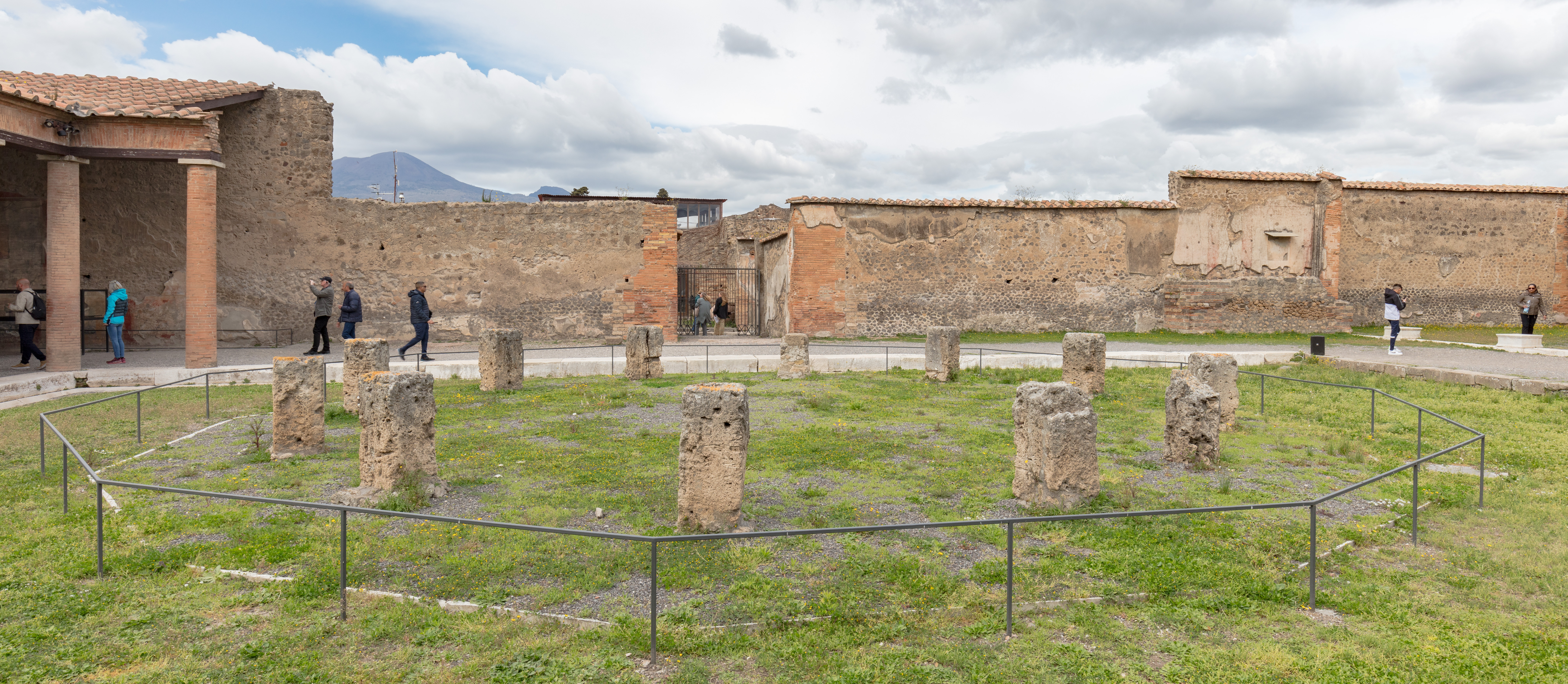
Detalle de la estructura central y la estancia de culto imperial al fondo.

En el centro del macellum se disponen doce pedestales de toba volcánica, formando un espacio circular en forma de dodecaedro monóptero. Inicialmente se creyó que podían ser los restos de un tholos o santuario circular(que habitualmente albergan en su interior un pozo y una cisterna), puesto que se encontró un pozo en el centro del espacio, aunque no la cisterna. También se pensó que la rotonda era similar a otros macella, tal vez a modelos más elaborados de la Grecia oriental y de África, u otros ejemplos romanos como el de Puteoli. 
Sin embargo, las excavaciones del arqueólogo Amedeo Maiuri demostraron que el espacio tenía una función distinta. Tras el descubrimiento de numerosas raspas y escamas en el canal de drenaje que discurría por el centro, se dedujo que el espacio fue pensado para la venta de pescado, que se destripaba y limpiaba en este lugar.
Los doce podios sujetaban unos mástiles de madera, que estaban anclados por sus bases y empotrados en el terreno. Supuestamente, sostenían una cubierta también de madera y en forma cónica. Las basas se restauraron en el siglo XIX, tras haber sido encontradas en muy malas condiciones. La zona interior estaba ligeramente elevada con un borde de mármol de poca altura, destinado a evitar que el agua saliese hacia afuera. El suelo estaba compuesto por una mezcla de fragmentos de baldosas de piedra triturados, formado por travertino, mármol y mortero. Cuando el área fue excavada por el equipo de Giuseppe Fiorelli, todavía se consideraba que era un panteón y por eso se le llamó así inicialmente.

### Estancia para el culto imperial

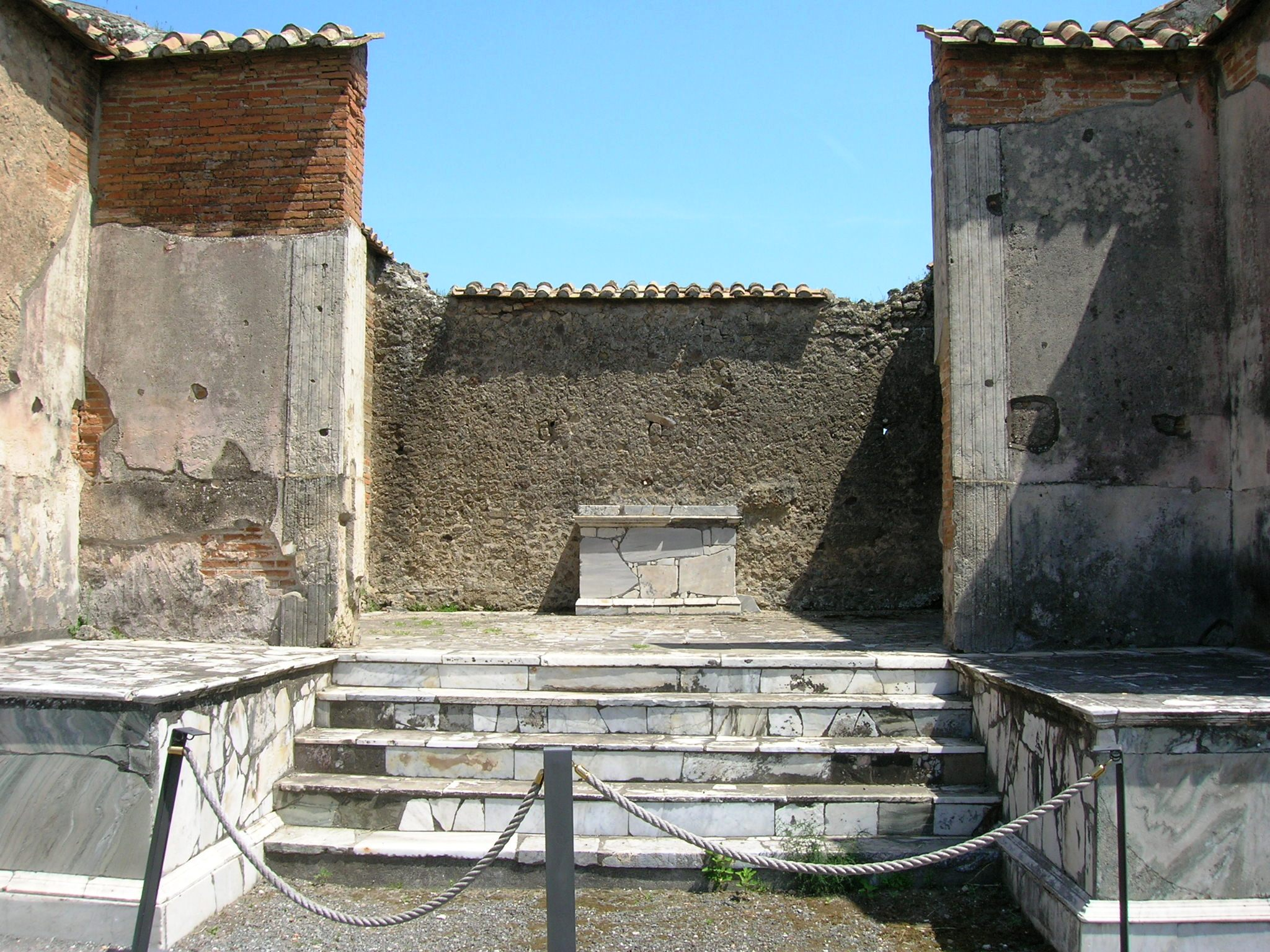
El sacelio o estancia para el culto imperial.

En el lado este del edificio se disponen otras tres estancias, pavimentadas con opus signinum y situadas en un nivel más alto que el resto del macellum. La sala del centro estaba dedicada al culto de la familia imperial, motivo por el cual en algunos libros este espacio es denominado el sacelio o capilla. Se accedía a través de una escalera de cinco escalones y la entrada estaba adornada con una banda decorativa. Las paredes laterales de la escalinata se construyeron con opus latericium (mampostería de ladrillo). El interior era muy sencillo en comparación con el resto del edificio, con una decoración en estuco que se perdió tras la erupción, excepto unos pocos fragmentos. El recinto está compuesto por un muro posterior y dos laterales, realizados con opus vittatum y opus incertum. Un pedestal se apoya contra la pared del fondo, y en las dos laterales se empotran dos nichos a cada lado, que albergaban esculturas pertenecientes a la época de Nerón y que actualmente se conservan en el Museo Nacional de Nápoles.
Los nichos de la derecha alojan actualmente los moldes de escayola de las dos estatuas encontradas en el lugar, una masculina y otra femenina. Al principio se creyó erróneamente que eran las imágenes de Marco Claudio Marcelo y Octavia la Menor. Marcelo era el patrón de Pompeya, así que se tomó por válida la suposición. Las figuras de las otras hornacinas se atribuyeron a Agripina y Nerón, aunque actualmente se piensa que eran otros miembros no identificados de la familia imperial. En el recinto se encontró además un brazo con un globo en su mano, que tal vez pertenecía a la estatua de un emperador.

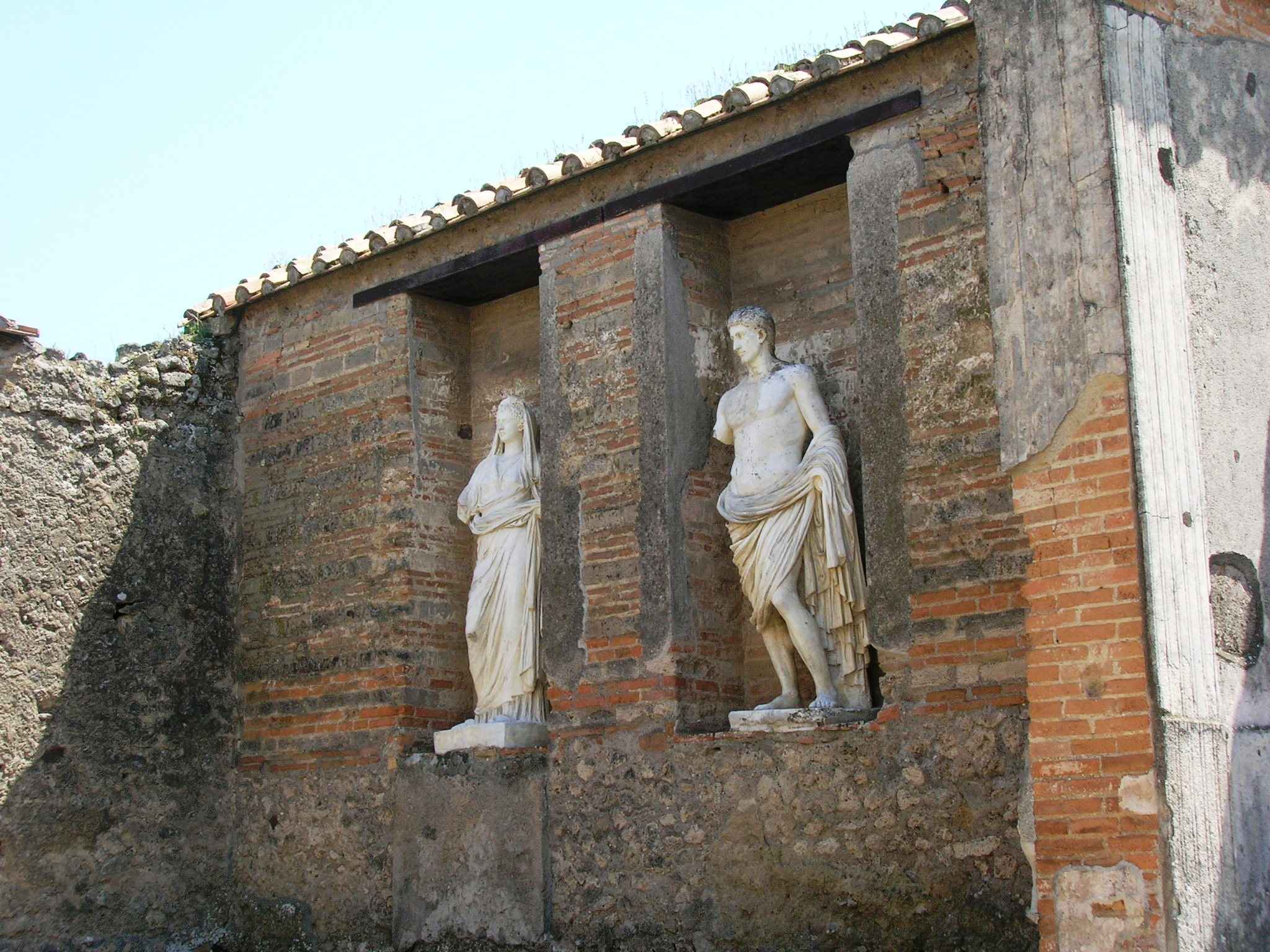
Estatuas de la familia imperial.

La figura masculina se representa con cabellos cortos, desnuda y con solo un paño que le ciñe la cintura. Sujetaba una espada con su mano derecha y en la cabeza presenta dos agujeros, que tal vez se utilizasen para fijar una corona de bronce. La escultura femenina se asemeja a una sacerdotisa, con una túnica adornada con botones en las mangas, la cabeza cubierta con un manto y rodeada por una corona vegetal, y únicamente una parte del cabello visible. En la mano derecha sostenía una pátera y en la izquierda unos granos de incienso.
En el siglo XIX, el profesor de Historia Antigua Heinrich Nissen especuló sobre la identidad de estas dos figuras. Según su teoría, el muro del fondo de la estancia habría sido derribado y se habrían extraído tres de las cinco esculturas existentes. El experto consideró dos posibles combinaciones de estatuas:
- En la posición central se situaría una escultura de Augusto como Júpiter con un globo en su mano, en los nichos de la derecha Livia Drusila y Druso el Mayor; y en las hornacinas de la izquierda, Tiberio y Germánico.[28]
- Sin embargo, es más probable que fuese la escultura de Júpiter la que estuviese en el pedestal del centro del muro trasero, Livia y Augusto se situaran en los nichos de la izquierda, y Druso y Tiberio en los de la derecha. Esta hipótesis se basa en que, según Nissen, Augusto nunca se retrató en vida como Júpiter con un globo.[28]

Nissen consideró las dos esculturas existentes como las de Livia y Druso. Para apoyar esta teoría citó la siguiente inscripción, que podría haber estado situada bajo la estatua que identificó como Livia:
| AVGVSTAE.IVLIAe DRVSI.F DIVI.AVGVSTI D.D. |

Un siglo más tarde, Paul Zanker propuso que Augusto sí que se habría hecho representar como Júpiter y que los nichos de la derecha albergarían a personalidades honradas por la ciudad tras haber ganado el reconocimiento público en el mercado. El personaje masculino, que probablemente habría fallecido en la época en la que la estatua se erigió, se habría personificado de forma exageradamente heroica de forma similar al emperador, con las caderas cubiertas y el torso desnudo. La mujer se habría representado como una sacerdotisa, portando una guirnalda y un recipiente de incienso. Tal vez fuese la sacerdos publica, que desempeñaba un importante papel como mecenas.

### Sala de los sacrificios rituales

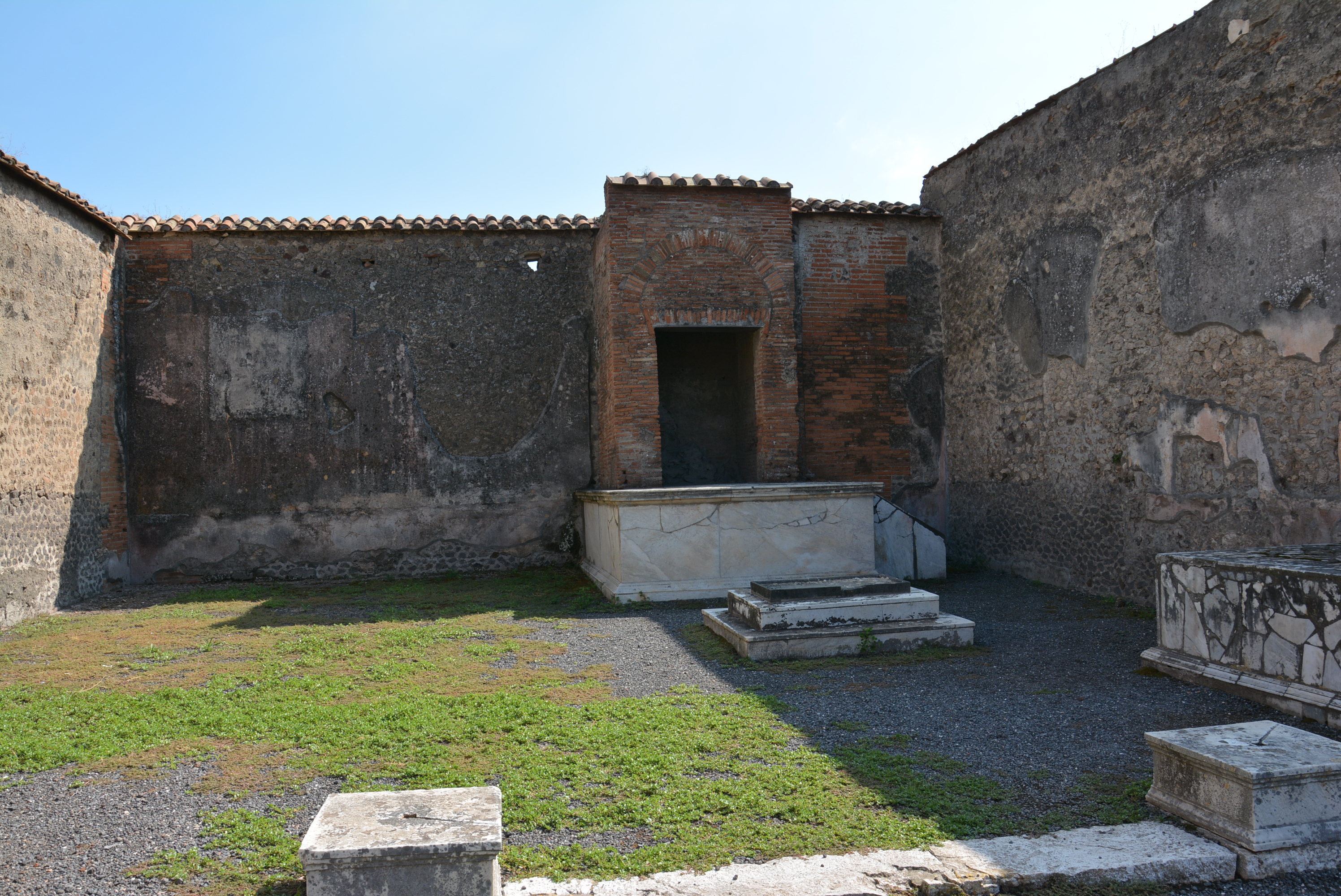
Estancia para los sacrificios rituales.

La sala situada a la izquierda de la estancia de culto imperial se empleó probablemente para banquetes sacrificiales y ceremonias religiosas celebradas por el collegium o asociación responsable del culto imperial. Dado que otros edificios del foro estaban dedicados al culto de los dioses, probablemente en este lugar solo se honraba a los genios. De acuerdo con otras teorías anteriores, el lugar era la sala de banquetes de una cooperativa mercantil, o la sede del tribunal del mercado. A la izquierda de la entrada de esta estancia se descubrieron unas mil monedas, que podían ser la tesorería del collegium o bien la recaudación diaria de un comerciante.[cita requerida]Otras fuentes relatan que el tesoro se halló en la entrada norte o en las salas de venta de carne. Frente a esta estancia se encontraron esqueletos de ovejas, cráneos de bueyes y huesos, lo que indicaría que, supuestamente, en este lugar existiría un área anexa para el sacrificio de animales o un redil para los que estaban en venta.
La entrada está dividida en tres espacios por medio de dos columnas. En el interior puede observarse un pequeño altar situado a la derecha de la estancia, al que se accede subiendo tres escalones. Está formado por dos piezas de mármol sobre las cuales se apoya una mesa de basalto. Esta base tiene un borde en relieve y un hueco en una esquina, que sugiere que el altar se empleaba para realizar libaciones. Junto al muro sur también se adosa un podio recubierto de mármol, cuya función permanece desconocida. Se ha sugerido que podría ser utilizado para que se sentaran los praecones (heraldos o pregoneros) y los argentarii (cambistas) durante las subastas, al igual que en los nichos del lado mayor del edificio de la Eumachia. Sin embargo, esta hipótesis iría en contra del supuesto carácter religioso de la estancia. Por su parte, Nissen propuso que el podio podría haber servido para colocar encima las imágenes de los lares.
En esta sala se encontraron dos frescos en los que se representaba a varios cupidos. En una de las imágenes, los erotes tocaban la lira y bebían vino. En la otra, aparecían realizando la ceremonia del sacrificio.

### Sala de venta de carne y pescado

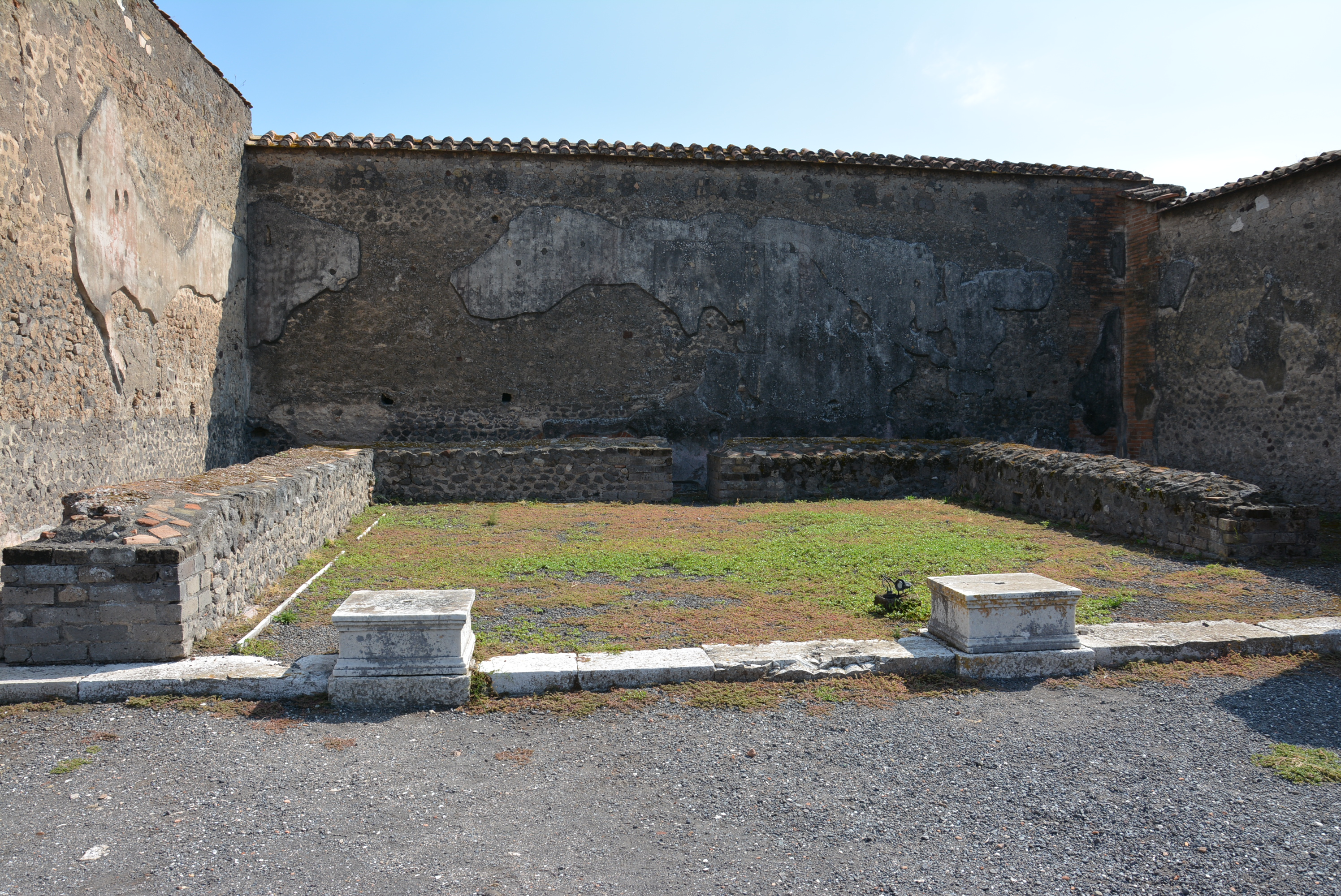
Sala de venta de carne y pescado.

La estancia situada a la derecha de la sala del culto imperial estaba destinada a la venta de carne y pescado. Al igual que en el recinto anterior, la entrada está dividida en tres partes por medio de dos columnas. Una amplia encimera de mampostería revestida de mármol recorría los lados norte, este y sur de la habitación. Hay una única abertura a mitad del lado este, y en la cara sur el mostrador termina a una distancia de una cuarta parte de la longitud total del muro. 
La mitad izquierda del paramento disponía de un colector especial que discurría en paralelo a la encimera, destinado a la recogida del agua de limpieza y su vertido a través de un pequeño canal de desagüe hacia la calle. Toda la repisa estaba ligeramente inclinada, de forma que el líquido podía ser conducido hacia el exterior. El hecho de tener un sistema de drenaje propio hace pensar que este lado de la tienda probablemente se destinaba a la venta de pescado.